# راونشتاین
راونشتاین (به هلندی: Ravenstein) یک منطقهٔ مسکونی در هلند است که در اوس (هلند) واقع شده‌است.